# Jan Jacek Nikisch
Jan Jacek Nikisch (ur. 16 sierpnia 1910 we Lwowie, zm. 15 kwietnia 1996 w Poznaniu) – adwokat, działacz Polskiego Związku Zachodniego, członek i kierownik organizacji Ojczyzna i członek Rady Jedności Narodowej, jako wiceprezes przedwojennej organizacji Związek Akademicki Młodzież Wszechpolska zezwolił w 1989 roku na stosowanie tej nazwy przez Młodzież Wszechpolską.

## Życiorys

### Rodzina i wykształcenie
Był synem adwokata Jana Floriana i Jadwigi z d. Piaskiewicz. Miał starszą siostrę Annę i młodszego brata Andrzeja. Z pierwszą żoną Marią z d. Durczewska (zm. 1943) miał córkę Miłosławę (ur. 1941). Z drugą żoną Barbarą z Siudów miał dwóch synów: Jana Andrzeja (ur. 1948) i Jacka (ur. 1949).
Edukację na poziomie szkoły powszechnej odbywał w Kołomyi. Po przeprowadzce rodziny do Leszna (1920) ukończył w 1928 tamtejsze Państwowe Gimnazjum Męskie im. Jana Amosa Komenskiego. Następnie studiował na Uniwersytecie Poznańskim. W 1933 uzyskał tytuł magistra praw.

### Działalność polityczna i społeczna
Był korporantem Lechii. Działał w „Bratniaku”. Był również członkiem Młodzieży Wszechpolskiej (wiceprezes 1930-1931). Należał do Obozu Wielkiej Polski, zaangażowany się w działalność Stronnictwa Narodowego. W połowie lat 30. ograniczył swą aktywność polityczną, angażując się bardziej społecznie w ramach Polskiego Związku Zachodniego czy Towarzystwa Czytelni Ludowych.